# 福晋
福晉（转写：fujin），又作福金，该词汇来源于满语，是清朝起自后金时代的贵族妇女的称谓。自皇太极时代起，成为命妇正式的封号，有和硕福晋、多罗福晋之分。宗室亲王、郡王及其儿子的正妻获得“嫡福晋”的封号。親王、郡王之妾則稱為側福晉或格格。
后金和清兵入关前，后宫妃嫔称福晋或格格，地位最高者尊称大福晋。顺治朝仍然沿用。康熙时后宫定制，妃、嫔等封号取代福晋和格格。

## 历史
妻子的满语：，转写：sargan，并非福晋。只有贵族之妻才叫“福晋”，后金时代的贵族可能有多位福晋，满语中所称“fujisa”，即福晋（fujin）的复数，译为“众福晋”。众福晋之下，是ajige fujin（直译为小福晋）、buya sargan（又译为小妻）、gucihi（直译为女友、女伴，“亦婢亦妻”）。入关后编撰的文献中，称呼为努尔哈赤、皇太极生育子女、但无福晋身份的诸位妾室时有buya fujin一词，或译为庶福晋，或译为小福晋，即汉文文献中的庶妃。
研究者认为，早期女真社会奉行一夫多妻制婚姻，与中原社会奉行的一夫一妻多妾制有所不同。贵族诸位妻子（福晋）之间并无严格的嫡庶之分。众福晋所生子皆为嫡子，继承权相当，但福晋与其之下的侍妾嫡庶分明。
努尔哈赤时，他的妻子除称福晋、众福晋外，还有amba fujin（直译为“大福晋”）的称谓。《满文老档》涉及的努尔哈赤时代的大福晋，即是《清史稿》所称的大妃阿巴亥。《清史稿》称，阿巴亥是在皇太极生母孟古哲哲逝世后，被立为大福晋。孟古哲哲生前是否有amba fujin的头衔，有争议。另有一个特别的例子，努尔哈赤的妹妹沾河姑被称为“ajige fujin”。ajige是她本名，还是与努尔哈妻子大福晋相对的称谓，无从得知。
皇太极为大汗时，按例他应有三位福晋，分别是中宫福晋、东宫福晋和西宫福晋。东宫福晋扎鲁特博尔济吉特氏又称第三福晋。崇德元年（1636年），皇太极称帝后，又改为五宫福晋，除国君福晋（ejen fujin）外，分别是两位大福晋（amba fujin）、两位侧福晋（ashan i fujin）。
顺治十七年（1660年）规定，亲王、亲王世子及郡王妻封福晋，侧室则称侧福晋。亦用以封蒙古贵族妇女。此時只有福晋和侧福晋之分。在此时和之前，侧福晋与嫡福晋都是王爷的正妻，侧福晋最低也算平妻，不过是嫡福晋身家更顯赫一些，但二者的子嗣皆为嫡出。
清朝的后妃制度於康熙帝時才大致完備，福晋、格格制度也於此時完成，至此后妃不再有福晋、格格一称。定制后，福晋一词专称正室，侧室称侧福晋。为了强调福晋的嫡妻地位，又称其为嫡福晋，且嫡福晋是要经过皇帝的册封，而侧福晋是由礼部册封，擁有冠服。從这个时候开始，嫡、侧福晉之間有了明确区分，嫡出专指嫡福晋的子嗣，侧出则是侧福晋的子嗣。但側福晉之子亦不等同於庶出，作為禮部冊封的侧福晋，位列正式的誥命夫人，因此側福晉本人及其子女的身分地位，遠高於庶福晉、侍妾及她們的子女。

## 君主的福晋

### 大福晋
满文ᠠᠮᠪᠠ
ᡶ᠋ᡠᠵᡳᠨ amba fujin，直译大福晋。
努尔哈赤时代，《滿文老檔》所记大福晋即阿巴亥。皇太極继位，福晋哲哲称大福晋。崇德元年（1636年），皇太极称帝，册封五宫福晋，除国君福晋哲哲外，东关雎宫福晋（dergi hūwaliyasun doronggo booi fujin）海兰珠为东大福晋（dergi amba fujin），西麟趾宫福晋（wargi da gosin i booi fujin）娜木钟册封为西大福晋（wargi amba fujin）。海兰珠生前封号的满文为“hanciki amba fujin”，意为“近的大福晋”。

### 小福晋
满文ᠠᠵᡳᡤᡝ
ᡶ᠋ᡠᠵᡳᠨ ajige fujin，直译為小福晋。努尔哈赤时，即指众福晋之下的妾室。当时的实例，小妻（buya sargan）塔因查因向汗王告发大福晋而晉升为小福晋。
皇太极时，小福晋是指大福晋之下的东宫福晋和西宫福晋。天聪七年（1633年）二年四月，在科尔沁部诸人进献礼物名单中，皇太极妻大福晋哲哲之下为小福晋、新福晋，或合称为“二小福晋”。

### 侧福晋
满文ᠠᠰᡥᠠᠨ ‍ᡳ
ᡶ᠋ᡠᠵᡳᠨ ashan i fujin，直译為侧福晋。崇德元年（1636年），皇太極称帝，册封五宫福晋，除国君福晋哲哲、东大福晋海兰珠、西大福晋娜木钟外，东衍庆宫福晋（dergi urgun i booi fujin）巴特玛璪册封为东侧福晋（dergi ashan i fujin），西永福宫福晋（wargi hūturingga booi fujin）布木布泰册封为西侧福晋（wargi ashan i fujin）。

### 小（庶）福晋
清廷入关后编撰的官方文献中，所称努尔哈赤、皇太極的庶妃，其对应的满文为ᠪᡠᠶᠠ
ᡶ᠋ᡠᠵᡳᠨ buya fujin。

## 皇族的福晋

### 嫡福晋
嫡福晋，即皇族的正室。分为和硕福晋、多罗福晋等。
清代宗室亲王（皇子）嫡福晋在亲王登基后，會被册立为皇后。如果親王嫡福晉在親王登基前已经逝世，則会被追封为皇后，如孝德显皇后和孝穆成皇后。

### 侧福晋
满文ᠠᠰᡥᠠᠨ ‍ᡳ
ᡶ᠋ᡠᠵᡳᠨ ashan i fujin，直译為侧福晋。虽是亲王的側室，但也是经过皇室正式册封，拥有一些法定的俸禄和待遇。嫡福晋与侧福晋都是由礼部册封，兩者有朝廷定制的冠服，惟侧福晋冠服比嫡福晋降一等。每年一次由宗人府汇奏请封，咨送礼部都入册。由于亲王的地位尊贵，最初能夠被选为侧福晋的女子，其出身背景一般不低。例如乾隆帝的皇后輝發那拉氏，在乾隆帝時为寶亲王时以四品武官佐领女儿的身份成为侧福晋。妾侍也可能因生育子女而获得侧福晋册封，如道光帝为皇子的时候，位下的官女子輝發那拉氏因生下了长子而被嘉庆帝特恩册封为侧福晋。又比如乾隆四十六年闰五月，乾隆帝谕：“绵惠生母尚无品级。现在四阿哥福晋亦故。著加恩封为侧福晋。”。由此可见，包衣出身的女子要成为侧福晋的难度之大。

### 侧福晋以下：庶福晋及格格等
侧福晋以下的低阶妾室，有格格、使女和官女子等称谓。庶福晋，对“格格”等侍妾非正式的禮貌称呼。其对应的满文可能是buya fujin。在清代官方档案中，庶福晋、姨太太、媵妾和格格等一概都归纳为媵妾。
格格、使女和官女子這三個稱謂對於阿哥名下的妾侍都是同一個意思。例如五阿哥永琪名下的如格格去世後，內務府按照使女之例辦理的後事。

## 懲罰
天聰八年正月三十日，皇太極問諸位入八分諸福晉，若然一位婦人喪夫守寡未久，祭夫時不僅沒有露出哀痛的面色，還與男子飲酒至醉，適宜以甚麼治罪。諸福晉聽到此句後下跪。皇太極召諸貝勒福晉在禮部會議，最初擬定斬刑，後念及其子已經失去父親，不宜誅殺該福晉。諸福晉唾其面懲罰她。

## 殉葬
清初规定：凡妻从夫死，若平昔素所恩爱者许死，众必称扬之。若亲爱的妻不死，反逼房下侍妾而死，问死罪。若丈夫素不恩爱者，不许从死。天聪六年十二月二日，皇太极之兄莽古尔泰去世，吴喇側福晋和格格一人从殉，皇太极不同意側福晋从死，说她和莽古尔泰不和睦，吴喇氏说：「开始很和睦，因为失礼于先帝才关系不好的。」崇德七年九月二日，多罗安平贝勒的侍妾在贝勒已去世一月之后自缢而死。有人议論福金之罪，谓：「其必遭福金逼死耳，若果欲殉，当与贝勒同死，何故剪发日久乃缢？因拟福金之罪，当论死。」奏闻後。皇帝免去福金之死，但令其饿禁三日夜。在清初，大福晋逼死其他妾室是死罪。如安平贝勒杜度的福晋宁古希，雖被免死，但也受到饿禁三天這個处罚律例。

## 备注
1. ↑  满文的ᠪᡠᠶᠠbuya，微小、碎小之义。来源于杜家骥文章[3]。
2. 1 2  杜家骥原文[3]:36：其生母在汉文史料中均作“庶妃”，在满文《玉牒》及满文《满实录》中，其“庶”的身份明确写为buya fujin，译为汉文是“小福晋”，满文的buya——小，是微小、碎小之义。她们所生之“庶子”，则没有汗之子“台吉”的尊贵性称呼。
3. ↑  ajige是传统满族人名。以“个人名+称谓”亦是当时常用人称。以努尔哈赤继妻衮代为例，她被称为“gundai fujin（衮代福晋）”。
4. ↑  当时，努尔哈赤的大福晋即是阿巴亥。
5. 1 2  西宫福晋、小福晋可能是皇太极的福晋布木布泰。新福晋应是此前一年新娶的东宫福晋——扎鲁特博尔济吉特氏。